# Круа-Русс (станция метро)
«Круа́-Русс» (фр. Croix-Rousse) — станция линии C Лионского метрополитена.

## Расположение
Станция находится в 4 округе Лиона, в районе Круа-Русс, её южный вход — в 1-м округе. Платформа станции расположена под бульваром Круа-Русс (фр. boulevard de la Croix-Rousse) в районе одноимённой площади (фр. place de la Croix Rousse) — в торговом сердце 4-го округа. Вход на станцию производится с площади Круа-Русс. Расстояние до ближайших станций: 501 метр до станции Круа-Паке и 652 метра до станции Энон.

## Особенности
Станция была открыта 12 апреля 1891 года в качестве станции фуникулёра. 3 июля 1972 года линия фуникулёра была закрыта. С 6 декабря 1974 года по 8 декабря 1984 года работала в качестве станции зубчатой железной дороги, продлённой 10 декабря в сторону коммуны Калюир-э-Кюир и включённой в состав метро. От этой станции до конечной станции Кюир метро следует сначала в туннеле, а затем по поверхности по трассе железной дороги Круа-Русс — Сатоне, открытой в 30 июля 1863 года и закрытой 16 мая 1953 года для пассажирских, а 28 сентября 1975 года и для грузовых перевозок. Состоит из двух путей и двух боковых платформ. Пассажиропоток в 2006 году составил 203 807 чел./мес.
Станция украшена произведениями художника Робера Дюрана (фр. Robert Duran).

## Происхождение названия
Станция названа по историческому кварталу Круа-Русс, в котором она расположена. Квартал, в свою очередь, название которого переводится как «рыжий крест», именуется так в честь возведённого здесь в 1560 году креста из жёлтого камня.

## Достопримечательности
- Склоны Круа-Русса
- Плато Круа-Русс
- Площадь Круа-Русс
- Бульвар Круа-Русс
- «Большой булыжник»

## Наземный транспорт
Со станции существует пересадка на следующие виды транспорта:

  — троллейбус

    — автобус

    —  «внутрирайонный» автобус